# Gaius Iunius Serius Augurinus
Gaius Iunius Serius Augurinus war ein im 2. Jahrhundert n. Chr. lebender Angehöriger des römischen Senatorenstandes. In einigen Inschriften wird sein Name als Gaius Serius Augurinus angegeben, in einer Inschrift als Gaius Iulius Serius Augurinus.
Durch mehrere Inschriften ist belegt, dass Augurinus 132 zusammen mit Gaius Trebius Sergianus ordentlicher Konsul war; die beiden Konsuln sind darüber hinaus auf einem Militärdiplom aufgeführt.
Sein Sohn war Gaius Serius Augurinus, ordentlicher Konsul des Jahres 156.